# Maria Rydqvist
Maria Rydqvist (Gislaved, 22 marzo 1983) è un'ex fondista svedese.

## Biografia
Nata a Smålandsstenar di Gislaved, la Rydqvist ha debuttato in campo internazionale ai Mondiali juniores di Karpacz/Szklarska Poręba nel 2001, senza conseguire risultati di rilievo, mentre nell'edizione del 2003 della rassegna iridata giovanile, a Sollefteå, ha vinto l'argento nella 15 km a tecnica libera.
In Coppa del Mondo ha esordito il 20 marzo 2003 nella sprint a tecnica libera disputata a Borlänge (31ª) e ha ottenuto il primo podio il 25 marzo 2007 nella staffetta di Falun (3ª). In carriera ha preso parte a tre edizioni dei Campionati mondiali, vincendo una medaglia.

## Palmarès

### Mondiali
- 1 medaglia:
  - 1 argento (staffetta a Falun 2015)

### Mondiali juniores
- 1 medaglia:
  - 1 argento (15 km a Sollefteå 2003)

### Coppa del Mondo
- Miglior piazzamento in classifica generale: 24ª nel 2016
- 4 podi (tutti a squadre):
  - 1 secondo posto
  - 3 terzi posti